# Филимоново (Переславский район)
Филимоново — село в Рязанцевском сельском поселении Переславском районе Ярославской области при речке Сотьме.
Население на 1 января 2007 года — 285 человек.

## История
Село Филимоново в Нильском стане поступило Никитскому монастырю ранее 1564 года. Кем и когда приложено оно в монастырь, сведений о том не сохранилось. После секуляризации 1764 года Филимоново стало казённым селом.
Церковь мученика Димитрия Солунского существовала здесь уже в 1628 году. Деревянная церковь в Филимонове существовала до 1809 года.
В 1809 году вместо деревянной церкви прихожанами устроен каменный храм с такою же колокольнею. Престолов в нём два: в холодном во имя святого великомученика Димитрия Солунского, в приделе тёплом в честь Тихвинской иконы Божией Матери.

## Население
| 1859 | 1905 |
| ---- | ---- |
| 299  | 438  |

| 1859 | 1905 | 1926 | 2007 | 2010 |
| ---- | ---- | ---- | ---- | ---- |
| 299  | ↗438 | ↗537 | ↘285 | ↘242 |

## Современность
- В селе находится колхоз «Красная заря».[11]